# Mika'ela Fisher
Mika'ela Fisher (25 februari 1975, nabij München), ook bekend als Mika'Ela Fisher of Mikaela Fisher (de juiste spelling van de voornaam is met een apostrof) is een Duits actrice, regisseur, scriptschrijver, filmproducent, model en meester-kleermaker.

## Biografie
Fisher behaalde haar meesterkleermakersdiploma in het modehuis Max Dietl München.
In Paris werkte ze als model voor de modehuizen Martin Margiela, John Galliano, Hermès en anderen.
Ze kreeg erkenning als een acteur voor haar rol in de film Ne le dis à personne (vertel het aan niemand).
In 2013 produceerde en regisseerde ze haar eerste korte film, Die Tapferen Haende im Chaos der Zeit.

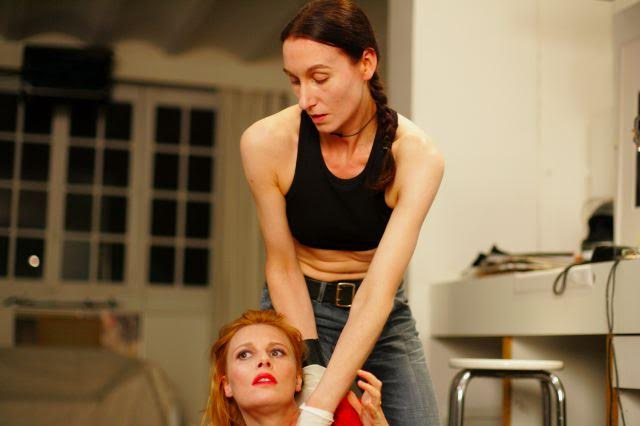
Ne le dis à personne Mika'Ela Fisher

## Filmografie

### als regisseur
- 2013: Die Tapferen Haende im Chaos der Zeit (korte film)
- 2014: Victory's Short (korte film)
- 2015: Männin (korte film)
- 2017: L'Architecte textile (documentaire film)
- 2018: Elevated Perspective - Haute Mesure (korte film)
- 2023: Die Höhenluft - Für Alle und Keinen

### als scenarioschrijver
- 2013: Die Tapferen Haende im Chaos der Zeit (korte film)
- 2015: Männin (korte film)
- 2017: L'Architecte textile (documentaire film)
- 2018: Elevated Perspective - Haute Mesure (korte film)
- 2023: Die Höhenluft - Für Alle und Keinen

### als producent
- 2023: Die Höhenluft – für Alle und Keinen
- 2018: Elevated Perspective – Haute Mesure (korte film)
- 2017: L’architecte textile (documentaire film)
- 2015: Männin (korte film)
- 2014: Victory’s Short (korte film)
- 2013: Die Tapferen Haende im Chaos der Zeit (korte film)

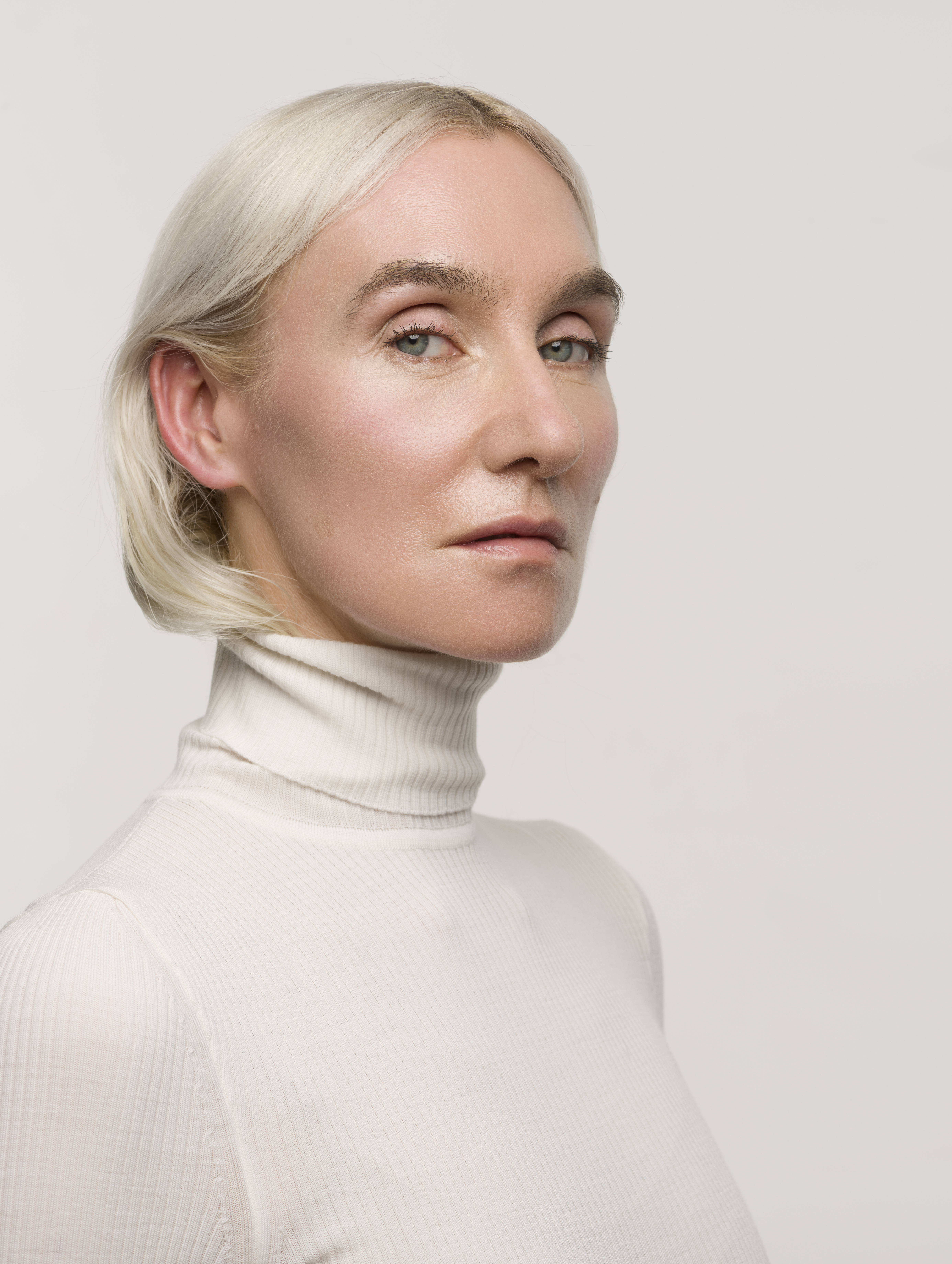
Mika'Ela Fisher by Andreas Licht

### als actrice
- 2005: Home Cinema (Philippe Fernandez/ Mika'ela Fisher)
- 2006: Ne le dis à personne (Guillaume Canet)
- 2006: Everyone Is Beautiful John Galliano Show (Nick Knight)
- 2006: Retour au pays (Merzak Allouache)
- 2007: La promenade (Marina de Van)
- 2008: Lisa (Lorenzo Recio)
- 2008: Pour elle (Fred Cavayé)
- 2010: Image particulière (Kevin Sean Michaels)
- 2009: The Lost Door (Roy Stuart)
- 2011: Boro in the Box (Bertrand Mandico)
- 2011: Out of Fashion:Maison Martin Margiela (Martin Margiela)
- 2012: The Naked Leading the Blind (Wim Vanacker)
- 2013: Star Meter : Cataracte (Mika'Ela Fisher/ Philippe Deutsch)
- 2013: Colt 45 (Fabrice Du Welz)
- 2013: Die Tapferen Haende im Chaos der Zeit (Mika'Ela Fisher)
- 2014: Victory's Short (Mika'Ela Fisher)
- 2014: Entre vents et marées (Josée Dayan)
- 2015: Männin (Mika'Ela Fisher)
- 2015: The Artist Is Absent: A Short Film on Martin Margiela (Alison Chernick)
- 2017: Odile dans la vallée (Bertrand Mandico/ Elina Löwensohn)
- 2017: The Women Collection Karl Lagerfeld (Claudio Duarte)
- 2017: L'architecte textile (Mika'Ela Fisher)
- 2018: Elevated Perspective – Haute Mesure (Mika'Ela Fisher)
- 2020: Un ange au bord de l'océan (Anne Amiand)
- 2023: Die Höhenluft – für Alle und Keinen (Mika'Ela Fisher)

## Prijzen en nominaties[6]
| jaar | prijs                                                | categorie                           | genomineerde(n)                       | uitslag     |
| ---- | ---------------------------------------------------- | ----------------------------------- | ------------------------------------- | ----------- |
| 2012 | American International Film Festival                 | Beste vrouwelijke bijrol            | The Naked Leading the Blind           | Gewonnen    |
| 2012 | Maverick Movie Awards                                | Beste vrouwelijke bijrol            | The Naked Leading the Blind           | Genomineerd |
| 2013 | Maverick Movie Awards                                | Beste regie                         | Die Tapferen Haende im Chaos der Zeit | Genomineerd |
| 2013 | Northwest Ohio Independent Film Festival             | Beste actrice                       | The Naked Leading the Blind           | Genomineerd |
| 2014 | Columbus International Film and Video Festival       | Silver Chris Award (Best of Arts)   | Die Tapferen Haende im Chaos der Zeit | Gewonnen    |
| 2015 | American Psychological Association APA Film Festival | Beste korte film                    | Männin                                | Genomineerd |
| 2015 | Milan International Film Festival Awards             | Beste korte film                    | Victory's Short                       | Genomineerd |
| 2015 | Accolade Global Film Competition Women Filmmakers    | Award of Merit                      | Männin                                | Gewonnen    |
| 2015 | Indie Fest                                           | Award of Merit (Costum Design)      | Die Tapferen Haende im Chaos der Zeit | Gewonnen    |
| 2015 | Indie Fest                                           | Award of Recognition (Experimental) | Die Tapferen Haende im Chaos der Zeit | Gewonnen    |
| 2015 | Accolade Global Film Competition                     | Award of Merit Best Short Film      | Die Tapferen Haende im Chaos der Zeit | Gewonnen    |